# Vehkasaari (ö i Södra Savolax, Nyslott, lat 62,16, long 28,55)
Vehkasaari är en ö i Finland. Den ligger i sjön Enonvesi och i kommunen Nyslott i  landskapet Södra Savolax, i den sydöstra delen av landet, 290 km nordost om huvudstaden Helsingfors. Öns area är 4,6 hektar och dess största längd är 420 meter i sydöst-nordvästlig riktning.